# Ґай-Мали
Ґай-Мали (пол. Gaj Mały) — село в Польщі, у гміні Обжицько Шамотульського повіту Великопольського воєводства.
Населення — 963 особи (2011).
У 1975-1998 роках село належало до Познанського воєводства.

## Демографія
Демографічна структура станом на 31 березня 2011 року:
|          | Загалом | Допрацездатний вік | Працездатний вік | Постпрацездатний вік |
| -------- | ------- | ------------------ | ---------------- | -------------------- |
| Чоловіки | 480     | 103                | 348              | 29                   |
| Жінки    | 483     | 105                | 306              | 72                   |
| Разом    | 963     | 208                | 654              | 101                  |